# دانیکه
دانیکه (به سوئدی: Dannike) یک منطقهٔ مسکونی در سوئد است که در بخش بوروس واقع شده‌است. دانیکه ۰٫۴۱ کیلومتر مربع مساحت و ۳۶۹ نفر جمعیت دارد.

## نگارخانه

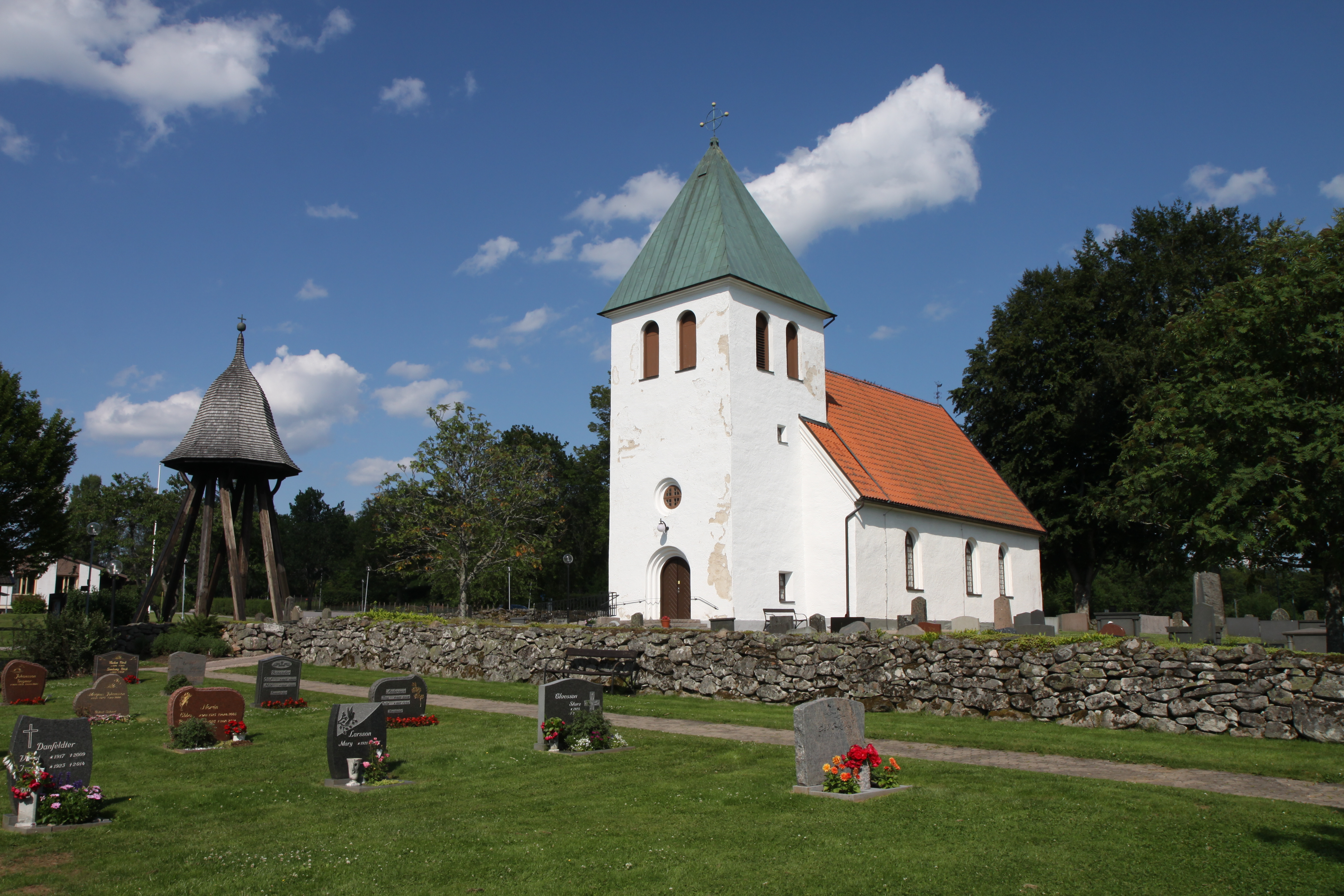
کلیسای دانیکه